# 일산도서관
일산도서관은 경기도 고양시 일산서구에 있는 공립 도서관이다.

## 연혁
- 2020년 12월 29일 개관.
- 2021년 7월 1일 민간위탁 운영(㈔행복한아침독서).